# Бомбинский, Чеслав
Чеслав Бомбинский (пол. Czesław Bąbiński) из рода Бомба (в СССР Чеслав Иванович Бомбинский; 14 июля 1915 года, Лодзь, Петроковская губерния, Царство Польское, Российская империя — 5 сентября 1997 года) — польский политик, министр промышленного строительства (1952—1956). Советский инженер химик-технолог. Профессор Варшавского политехнического института.

## Биография
В 1935 году работал техником в Силезской технической школе в Катовице, затем до 1937 года рабочий на металлургическом заводе «Мир».
С осени 1937 по весну 1941 года учился во Львовской политехнике, затем в Московском химико-технологическом институте им. Д. И. Менделеева.
27 февраля 1942 года Государственная экзаменационная комиссия Московского химико-технологического института им. Д. И. Менделеева под председательством профессора Александра Александровича Шмидта присвоила тов. Бомбинскому Ч. И. квалификацию инженер-технолог. Дипломный проект на тему: «Проект озокерито-экстракционного завода на базе Шорсуйского месторождения производительностью 100 тонн породы в сутки» защищён с отличием (руководитель профессор Раковский Е. В.)
После защиты диплома в Коканде, в 1942—1943 годах работал мастером на советском Шорсуйском озокеритовом руднике (Узбекская ССР, СССР), затем инженером на горно-обогатительной фабрике в Таджикской ССР.
В 1945 году получил степень доктора химических наук в Лодзинском техническом университете.
В 1945 году стал заместителем директора Главного управления Министерства черной металлургии ПНР. В 1946 году занял аналогичную должность в Главном управлении Министерства текстильной промышленности ПНР. В 1948 г. назначен директором инвестиционного отдела Министерства промышленности и торговли ПНР. В 1949 г. — генеральным директором Госэкономплана ПНР.
В 1945 году вступил в Польскую рабочую партию, а в 1948 году вступил в Польскую объединенную рабочую партию, делегат Второго съезда Польской объединенной рабочей партии. В 1951—1952 годах заместитель статс-секретаря и глава Министерства промышленного строительства ПНР. С 15 января 1952 года по 11 июля 1956 года министр, в 1956 году — заместитель статс-секретаря в Министерстве строительства.
С 1956 г. профессор Варшавского технологического университета. В 1966—1968 годах — заведующий Отделом методов проектирования и программирования Вычислительного центра Польской академии наук.
22 июля 1950 года указом президента ПНР Болеслава Берута за выдающиеся заслуги перед народом и государством, в частности при разработке 6-летнего плана, награждён орденом Трудового Знамени 2-й степени. Постановлением Госсовета от 29 июля 1953 года за заслуги в строительстве и вводе в эксплуатацию доменного цеха завода им. Болеслава Берута в Ченстохове награждён орденом Трудового Знамени I степени.
Похоронен на Северном муниципальном кладбище в Варшаве.